# Grafschaft (Renânia)
Grafschaft é um município da Alemanha localizado no distrito de Ahrweiler, estado da Renânia-Palatinado.

## Política
|      | SPD | CDU | FDP | Grüne | FWG | Total       |
| 2009 | 5   | 13  | 4   | 2     | 4   | 28 Cadeiras |
| 2004 | 6   | 14  | 2   | 1     | 5   | 28 Cadeiras |